# Horus au serekh
Pour les articles homonymes, voir Horus (homonymie).
Horus au serekh ou Double Faucon est un roi ayant un serekh surmonté par deux faucons mais aucun nom n'est indiqué. Il est enterré dans la nécropole d'Oumm el-Qa'ab à Abydos. Plusieurs serekhs anonymes ont été trouvés dans le cimetière U d'Abydos.
On pense qu'à l'origine le peuple des « Faucons » avait établi un royaume primitif à 650 km de la mer sur une fraction de la vallée du Nil compris entre Louxor et Edfou.

## Attestation
En 1910, l'égyptologue Jean Clédat découvre la première preuve de l'existence du Double Faucon. Clédat fouillait le site d'el-Mahmoudiyah dans le nord-est du delta du Nil lorsqu'un paysan lui apporte une jarre et quelques fragments incisés qu'il avait découverts lors de la plantation d'une palmeraie à el-Beda, non loin de là. En enquêtant sur le site, Clédat découvre rapidement quatre serekhs du Double Faucon,.
L'attestation suivante du Double Faucon a été découverte en 1912 lors de fouilles menées par Hermann Junker sur le site de Tourah, où une tombe a livré une jarre complète portant un serekh surmonté de deux faucons.
Plus récemment, des serekhs du Double Faucon ont été découverts dans la péninsule du Sinaï, à Tell Ibrahim Awad dans le Delta oriental, à Adaïma et à Abydos en Haute-Égypte, et dans la carrière de Palmachim dans le sud d'Israël,.
La concentration des serekhs du Double Faucon en Basse-Égypte et dans le nord-ouest du Sinaï indique que son règne était peut-être limité à ces régions. Néanmoins, la présence géographique plus large de ses serekhs, notamment en Haute-Égypte et dans le Levant méridional, suggère que l'autorité sur une longue distance des rois de Naqada III avait déjà commencé vers la fin de la période, que ce soit par le biais du commerce ou de la guerre.
Si les inscriptions figurant au recto de la palette libyenne sont effectivement des noms de rois, le Double Faucon pourrait figurer aux côtés de Scorpion Ier ou de Scorpion II dans la deuxième rangée de symboles inscrits.

## Analyse du nom
Le serekh du Double Faucon est unique par sa disposition et sa composition. Tout d'abord, c'est le seul serekh surmonté de deux faucons d'Horus se faisant face. Deuxièmement, le serekh n'a pas de compartiment réservé au nom, il est rempli par les lignes verticales qui représentent généralement la façade à niches d'un palais. Le serekh ne comporte pas non plus la ligne horizontale qui délimite la façade du palais du nom du souverain qui la surplombe. Enfin, chaque faucon se trouve sur son propre sommet. Des serekhs dits « anonymes » ont été découverts un peu partout en Haute et Basse-Égypte, certains trouvant même leur origine à Rafah, dans le sud de la Palestine,. Plusieurs ont été découverts dans les tombes d'Abydos, notamment dans les tombes U-s et U-t,. Outre le serekh original du Double Faucon, Jean Clédat a également trouvé un certain nombre d'autres serekhs de style similaire dans des artefacts à el-Beda, l'un d'entre eux représentant, selon lui, le nom d'une reine, « Ka-Neith »,. Quant à Double Faucon, un pharaon, Clédat et ses collègues égyptologues Günter Dreyer et Edwin van den Brink soupçonnent qu'un symbolisme plus profond explique ces particularités. Les deux faucons pourraient représenter la Basse-Égypte et le Sinaï, car il semble que Double Faucon ait régné sur les deux régions. Dreyer pense que les faucons se tiennent sur une représentation du « signe de la montagne » N26 de la liste des signes de Gardiner :
| N26 |

| N26 |

En revanche, Alejandro Jiménez Serrano lit le nom comme Nebouy (nb.wy), « les deux seigneurs », et y voit une similitude avec une palette beaucoup plus ancienne exposée au musée Barbier-Mueller de Genève,.